# Camarsac
Camarsac – miejscowość i gmina we Francji, w regionie Nowa Akwitania, w departamencie Żyronda.
Według danych na rok 1990 gminę zamieszkiwały 743 osoby, a gęstość zaludnienia wynosiła 139 osób/km² (wśród 2290 gmin Akwitanii Camarsac plasuje się na 550. miejscu pod względem liczby ludności, natomiast pod względem powierzchni na miejscu 1404.).